# Alfred Concanen
Alfred Concanen (Londen, 1835 – 1886) was een Britse illustrator maar voornamelijk werkzaam als lithograaf. Hij was een vaste illustrator voor de Illustrated Sporting and Dramatic News, en was een van de belangrijkste illustrators van de Victoriaanse bladmuziek. Hij produceerde vooral zeer gedetailleerde litho's met vaak humoristische voorstellingen. Alfred Concanen een geboren Londenaar, deed zijn werk in Bloomsbury, Londen en werkte voor studio's in Frith Street. De handel in bladmuziek (sheet music) was een lucratieve zaak in de tweede helft van de 19e eeuw toen het bezit van een piano een statussymbool werd en mensen de populaire muziek thuis begonnen te spelen. Uitgevers begrepen dat een mooie illustratie op hun bladmuziek de verkoop zou bevorderen en door de omzet van duizenden stuks tussen de jaren 1860 en 1870, waren zij bereid de tekenaars wel £ 20 voor een pakkende illustratie te betalen.
- International Standard Name Identifier: 0000 0000 7015 3441
- Library of Congress Control Number: n89146837
- RKD-Nederlands Instituut voor Kunstgeschiedenis: 17916
- Union List of Artist Names: 500088387
- Virtual International Authority File: 96323061
- WorldCat: E39PBJvxvmW6MMVY36fMMT67pP